# Kênh Vệ thị Điện ảnh
Kênh Vệ thị Điện ảnh (tiếng Anh: STAR Chinese Movies, viết tắt là SCM) là một kênh phim điện ảnh phát tiếng Quảng Đông và tiếng Quan thoại thuộc sở hữu của STAR TV và Fox Networks Group, công ty con của 21st Century Fox, chuyên phát sóng những bộ phim Hoa ngữ (tiếng Hoa).